# Третья Корё-киданьская война
Третья Корё-киданьская война — военный конфликт в XI веке между королевством Корё и киданьской империей Ляо на территории, по которой сейчас проходит граница между Китаем и КНДР. Корё-киданьские войны начались в 993 году с первой кампании и продолжились со второй.
В 1018 году киданьская армия вторглась в пределы Корё. Сначала продвижение киданей шло успешно, но они потерпели поражение от корёской армии в битве у Хынхваджина.  После этого последовала череда побед Корё. Кидани вынуждены были отступить.